# Sveriges Dövas Riksförbund
Sveriges Dövas Riksförbund (SDR) är ett partipolitiskt och religiöst obundet förbund. SDR driver frågor om dövas och teckenspråkigas mänskliga och demokratiska rättigheter. Förbundet arbetar för rätten och möjligheten att använda svenskt teckenspråk.

## Organisation
Kongressen är SDR:s högsta beslutande organ som samlas vart fjärde år, och som fattar beslut om bland annat motioner och intressepolitiskt program. Förbundsmötet är mellan kongresserna förbundets rådgivande organ. På mötet tas upp bland annat SDR:s rapporter, verksamhet samt diskussioner från föreningarna. SDR har flera anslutna organisationer.
SDR är huvudman för Västanviks folkhögskola.

## Föreningar och medlemmar
SDR består av 44 distriktsorganisationer, föreningar och sektioner runt om i landet och har 3 554 medlemmar (år 2022).

## Historia
Organisationen, som är Sveriges äldsta funktionshindersorganisation, bildades den 26 februari 1922. Före bildandet av SDR fanns Dövstumföreningen i Stockholm som bildades år 1868 och så småningom bildades dövföreningar lite varstans i Sverige. 1919 tog Göteborgs Dövas Förening initiativet till bildandet av ett ”landsförbund” och 1922 bildades Svenska Dövstumförbundet. 1950 ändrades Svenska Dövstumförbundets namn till Sveriges Dövas Riksförbund. Svenska Dövstumförbundet var 1907 med och grundade Dövas nordiska råd.
Under flera år har SDR kämpat för teckenspråket. År 1981 tog Sveriges riksdag det historiska beslutet om att officiellt erkänna teckenspråket som dövas första språk. Sverige blev då det första land i världen som officiellt erkänt teckenspråket som språk. Det svenska teckenspråket är ett av Sveriges språk, och infördes i språklagen 2009, och fick en ställning motsvarande de fem nationella minoritetsspråken. År 2008 producerade föreningen, tillsammans med Stockholms dövas ungdomsråd, dokumentären Dövmedvetande om bland annat "dövas kamp för rätten till teckenspråk i Sverige mellan 1950 och 1980".
2022 tilldelades föreningen minoritetsspråkspriset av Institutet för språk  och folkminnen med motiveringen för "sin långa och breda kamp för att stärka det svenska teckenspråkets ställning".

## Samarbete
SDR har nära samarbete med flera förbund och organisationer, bland annat: Sveriges Dövas Ungdomsförbund, Sveriges Dövas Pensionärsförbund, Hörselskadades Riksförbund och Dövas Nordiska Råd.

## Tidning
SDR äger och utger Dövas Tidning.

## Logotyp
SDR:s logotyp är grön med vit text, svart med vit text eller vit med svart text. Texten är SDR, en våg och Sveriges Dövas Riksförbund.